# Eldred Henry
Eldred Henry (ur. 18 września 1994) – lekkoatleta z Brytyjskich Wysp Dziewiczych specjalizujący się w pchnięciu kulą i rzucie dyskiem.
Dwukrotny brązowy medalista CARIFTA Games (2013). W 2016 zdobył dwa brązowe krążki młodzieżowych mistrzostw NACAC oraz reprezentował Brytyjskie Wyspy Dziewicze na igrzyskach olimpijskich w Rio de Janeiro.
Rekordy życiowe: pchnięcie kulą (stadion) – 21,47 (25 maja 2019, Kingsville); pchnięcie kulą (hala) – 20,61 (23 lutego 2019, Findlay); rzut dyskiem – 61,90 (26 kwietnia 2014, San Diego). Wszystkie te rezultaty są aktualnymi rekordami Brytyjskich Wysp Dziewiczych.

## Osiągnięcia
| Rok  | Impreza                               | Miejsce        | Konkurencja    | Lokata            | Wynik |
| ---- | ------------------------------------- | -------------- | -------------- | ----------------- | ----- |
| 2013 | CARIFTA Games                         | Nassau         | pchnięcie kulą | 3. miejsce        | 18,01 |
| 2013 | CARIFTA Games                         | Nassau         | rzut dyskiem   | 3. miejsce        | 52,06 |
| 2013 | Mistrzostwa panamerykańskie juniorów  | Medellín       | pchnięcie kulą | 4. miejsce        | 17,75 |
| 2013 | Mistrzostwa panamerykańskie juniorów  | Medellín       | rzut dyskiem   | 5. miejsce        | 55,45 |
| 2014 | Igrzyska Wspólnoty Narodów            | Glasgow        | pchnięcie kulą | el. – 16. miejsce | 17,08 |
| 2014 | Igrzyska Wspólnoty Narodów            | Glasgow        | rzut dyskiem   | el. – 15. miejsce | 51,39 |
| 2014 | Młodzieżowe mistrzostwa NACAC         | Kamloops       | pchnięcie kulą | 5. miejsce        | 16,98 |
| 2014 | Młodzieżowe mistrzostwa NACAC         | Kamloops       | rzut dyskiem   | 4. miejsce        | 52,15 |
| 2015 | Igrzyska panamerykańskie              | Toronto        | pchnięcie kulą | 12. miejsce       | 16,47 |
| 2015 | Mistrzostwa NACAC                     | San José       | pchnięcie kulą | 5. miejsce        | 18,49 |
| 2015 | Mistrzostwa NACAC                     | San José       | rzut dyskiem   | 6. miejsce        | 52,82 |
| 2016 | Młodzieżowe mistrzostwa NACAC         | San Salvador   | pchnięcie kulą | 3. miejsce        | 19,11 |
| 2016 | Młodzieżowe mistrzostwa NACAC         | San Salvador   | rzut dyskiem   | 3. miejsce        | 56,45 |
| 2016 | Igrzyska olimpijskie                  | Rio de Janeiro | pchnięcie kulą | el. – 34. miejsce | 17,07 |
| 2018 | Igrzyska Wspólnoty Narodów            | Gold Coast     | pchnięcie kulą | 11. miejsce       | 18,19 |
| 2018 | Igrzyska Wspólnoty Narodów            | Gold Coast     | rzut dyskiem   | 11. miejsce       | 50,96 |
| 2018 | Igrzyska Ameryki Środkowej i Karaibów | Barranquilla   | pchnięcie kulą | 3. miejsce        | 20,18 |
| 2018 | Mistrzostwa NACAC                     | Toronto        | pchnięcie kulą | 5. miejsce        | 20,63 |
| 2019 | Igrzyska panamerykańskie              | Lima           | pchnięcie kulą | 6. miejsce        | 19,82 |
| 2019 | Mistrzostwa świata                    | Doha           | pchnięcie kulą | el. – 21. miejsce | 20,13 |